# Oscar van den Boogaard
Pour les articles homonymes, voir van den Boogaard.
Oscar van den Boogaard est un écrivain néerlandais, né en 1964.

## Livres
- Février 2003 : Mort de l'amour, traduit par Marie Hooghe, éd. Sabine Wespieser, 181 pages,  (ISBN 2-84805-011-X) (BNF 2-84805-011-X).
- Octobre 2004 : Pollen, traduit par Marie Hooghe, éd. Sabine Wespieser, 386 pages,  (ISBN 2848050276).
- Janvier 2008 : La Plage verticale, traduit par Marie Hooghe, éd. Sabine Wespieser, 352 pages,  (ISBN 2848050594). Sur le thème de l'impuissance féminine à profiter de la libération sexuelle.